# Lee Orloff
Lee Orloff (geb. vor 1984) ist ein US-amerikanischer Tontechniker, der bislang einen Oscar, einen British Academy Film Award sowie einen Golden Satellite Award für den besten Ton gewann.

## Leben

### 1980er und 1990er Jahre
Orloff begann seine Laufbahn als Tontechniker in der Filmwirtschaft Hollywoods 1984 bei dem Thriller Blood Simple – Eine mörderische Nacht (Originaltitel: Blood Simple) von Ethan und Joel Coen mit John Getz, Frances McDormand und Dan Hedaya. Im Laufe seiner bis heute dauernden Karriere wirkte er bei der Herstellung von 70 Filmen und Fernsehserien mit.
Bei der Oscarverleihung 1990 war er zusammen mit Don J. Bassman, Kevin F. Cleary und Richard Overton erstmals für den Oscar für den besten Ton nominiert und zwar für den Science-Fiction-Film Abyss – Abgrund des Todes (The Abyss, 1989) von James Cameron mit Ed Harris, Mary Elizabeth Mastrantonio und Michael Biehn.
1992 gewann er den Oscar für den besten Ton zusammen mit Tom Johnson, Gary Rydstrom und Gary Summers für den von ebenfalls von James Cameron gedrehten Science-Fiction-Film Terminator 2 – Tag der Abrechnung (Terminator 2: Judgment Day, 1991) mit Arnold Schwarzenegger, Linda Hamilton und Edward Furlong. Für diesen Film gewann er mit Tom Johnson, Gary Rydstrom und Gary Summers auch den British Academy Film Award für den besten Ton.
Eine weitere Oscar-Nominierung für den besten Ton bekam Orloff zusammen mit Chris Carpenter, Doug Hemphill und Bill W. Benton Oscarverleihung 1994 für den von Walter Hill inszenierten Indianer- und Kavalleriefilm Geronimo – Eine Legende (1993) mit Jason Patric, Gene Hackman und Robert Duvall.
1995 war er zusammen mit Michael Minkler und Bob Beemer auch erstmals für den Preis der Cinema Audio Society (C.A.S. Award) für herausragende Leistungen bei der Tonmischung nominiert, und zwar für True Lies – Wahre Lügen (True Lies, 1994) von James Cameron mit Arnold Schwarzenegger, Jamie Lee Curtis und Tom Arnold.
1996 erhielt er mit Chris Jenkins, Ron Bartlett und Mark Smith eine weitere Nominierung für den C.A.S. Award für herausragende Tontechnikleistungen für den von Michael Mann mit Al Pacino, Robert De Niro und Val Kilmer inszenierten Kriminalfilm Heat (1995).
Bei der Oscarverleihung 2000 war er abermals für den besten Ton nominiert, und zwar diesmal mit Andy Nelson und Doug Hemphill für den Thriller Insider (The Insider, 1999) von Michael Mann mit Russell Crowe, Al Pacino und Christopher Plummer als Hauptdarsteller.

### 2000er Jahre
2001 erfolgte zusammen mit Kevin O’Connell und Greg P. Russell eine Nominierung für den Oscar für den besten Ton für den Kriegsfilm Der Patriot (The Patriot, 2000) mit den Hauptdarstellern Mel Gibson, Heath Ledger und Joely Richardson. Für diesen Film waren er, Kevin O’Connell und Greg P. Russell auch 2001 für einen C.A.S. Award für herausragende Tontechnikleistungen nominiert.
Zusammen mit Christopher Boyes, David Parker und David E. Campbell war Orloff 2004 für Oscar für den besten Ton in dem Piratenfilm Fluch der Karibik (Pirates of the Caribbean: The Curse of the Black Pearl, 2003) von Gore Verbinski mit Johnny Depp, Orlando Bloom und Geoffrey Rush nominiert. Gemeinsam mit Christopher Boyes, George Watters II, David Parker und David E. Campbell war er zugleich auch für den BAFTA Film Award für den besten Ton nominiert. Darüber hinaus war er mit Christopher Boyes, David Parker und David E. Campbell für diesen Film 2004 für den C.A.S. Award für herausragende Tontechnikleistungen nominiert.
2005 war er erneut für den BAFTA Film Award für den besten Ton nominiert, und zwar diesmal mit Elliott Koretz, Michael Minkler und Myron Nettinga, und zwar für den von Michael Mann inszenierten Thriller Collateral (2004) mit Tom Cruise, Jamie Foxx und Jada Pinkett Smith. Darüber hinaus gewann er für diesen Film gemeinsam mit Elliott Koretz, Michael Minkler und Myron Nettinga den Golden Satellite Award für den besten Ton.
Seine letzte Oscar-Nominierung für den besten Ton erhielt Orloff gemeinsam mit Paul Massey und Christopher Boyes Oscarverleihung 2007 für die ebenfalls von Gore Verbinski inszenierte Fortsetzung Pirates of the Caribbean – Fluch der Karibik 2 (Pirates of the Caribbean: Dead Man’s Chest, 2006), in der neben Johnny Depp und Orlando Bloom Keira Knightley eine Hauptrolle übernahm. Für diesen Film war er darüber hinaus bei den British Academy Film Awards 2007 mit Christopher Boyes, George Watters II und Paul Massey auch erneut für den BAFTA Film Award für den besten Ton nominiert. Außerdem erhielt er zusammen mit Paul Massey und Christopher Boyes 2007 für den Film eine Nominierung für den C.A.S. Award für herausragende Tontechnikleistungen.
Bei den Satellite Awards 2007 war er mit Christopher Boyes, Paul Massey und George Watters II für den erneut unter der Regie von Gore Verbinski entstandenen Piratenfilm Pirates of the Caribbean – Am Ende der Welt (Pirates of the Caribbean: At World’s End, 2007) mit Johnny Depp, Orlando Bloom und Tom Hollander für den Golden Satellite Award für den besten Ton nominiert.
2011 wurde Orloff zusammen mit Alan Meyerson, Christopher Boyes und Paul Massey für den diesmal von Rob Marshall mit Johnny Depp, Penélope Cruz und Geoffrey Rush inszenierten Film Pirates of the Caribbean – Fremde Gezeiten (Pirates of the Caribbean: On Stranger Tides, 2011) für den C.A.S. Award für herausragende Tontechnikleistungen nominiert.
Neben seiner Arbeit als Tontechniker engagiert er sich schließlich auch in zahlreichen Filminstitution und ist unter anderem Mitglied der International Alliance of Theatrical Stage Employees (IATSE), Mitglied des Vorstands der Cinema Audio Society (C.A.S.), Mitglied der British Academy of Film and Television Arts (BAFTA) sowie Mitglied der Academy of Motion Picture Arts and Sciences (AMPAS) sowie deren Exekutivkomitees der Tontechnikabteilung.

## Auszeichnungen
- 1992: Oscar für den besten Ton
- 1992: British Academy Film Award für den besten Ton
- 2005: Golden Satellite Award für den besten Ton

## Filmografie (Auswahl)
- 1984: Blood Simple – Eine mörderische Nacht (Blood Simple)
- 1990: Turtles (Teenage Mutant Ninja Turtles)
- 1991: Terminator 2 – Tag der Abrechnung (Terminator 2: Judgment Day)
- 1994: True Lies – Wahre Lügen (True Lies)
- 1995: Heat
- 1999: Kommandounternehmen ATF-One (Fernsehfilm, ATF)
- 2002: Mann umständehalber abzugeben oder Scheidung ist süß (Serving Sara)
- 2003: Fluch der Karibik (Pirates of the Caribbean: The Curse of the Black Pearl)
- 2007: King of California
- 2009: G.I. Joe – Geheimauftrag Cobra (G.I. Joe: The Rise of Cobra)
- 2009: Hangover (The Hangover)
- 2012: Bullet to the Head